# Louise Japha

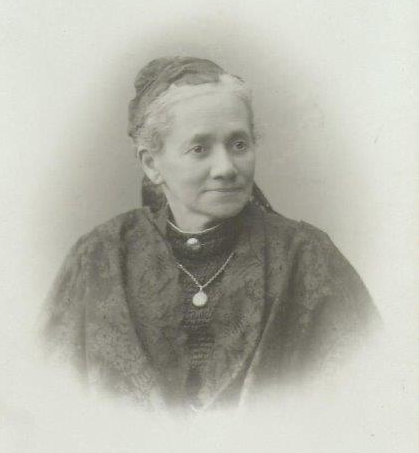
Louise Japha

Louise Japha (Hamburgo, 2 de febrero de 1826 - Wiesbaden, 13 de octubre de 1910) fue una pianista y compositora alemana del Romanticismo. Estaba casada con el también músico Wilhelm Langhans.
A partir de 1874 fijó su residencia en Wiesbaden, dedicándose a la enseñanza del piano, siendo sus lecciones muy solicitadas. Entre sus composiciones, muy elogiadas por Schumann, figuran Drei Gondolieren, Bluettes, Lieders, melodías, etc ...